# Barbarano del Capo
Barbarano del Capo è una frazione di 952 abitanti del comune di Morciano di Leuca in provincia di Lecce. Si trova nel basso Salento e dista 2.5 km dal capoluogo comunale e 61 km da Lecce.
Il paese è noto per la presenza delle vore carsiche.

## Geografia fisica
L'abitato di Barbarano del Capo sorge nella vallata fra Serra Falitte, ad ovest, e Serra di Montesardo, a est. Situato a 130 metri sul livello del mare presenta un territorio roccioso e carsico. La forte caratterizzazione carsica del territorio è riscontrabile nelle Vore di Barbarano (vora grande e vora piccola) due voragini di forma ellittica profonde rispettivamente 35 e 25 metri. Il paese, circondato da distese di uliveti secolari, confina con il piccolo centro di Ruggiano ed è equidistante da Montesardo, Giuliano di Lecce e San Dana.

## Origini del nome
Il nome deriva probabilmente da "barbari", poiché il centro è sorto dopo la distruzione della vicina Vereto da parte dei Saraceni.

## Storia
Le radici di Barbarano del Capo sono da ricondurre alla distruzione della città di Vereto da parte dei saraceni nel IX secolo. Con l'arrivo dei Normanni verso la fine del XII secolo, il re Tancredi d'Altavilla donò il feudo a Lancellotto Capece la cui famiglia ha lasciato una rilevante impronta della loro presenza con la costruzione di una torre fortificata.

## Monumenti e luoghi d'interesse

### Architetture religiose

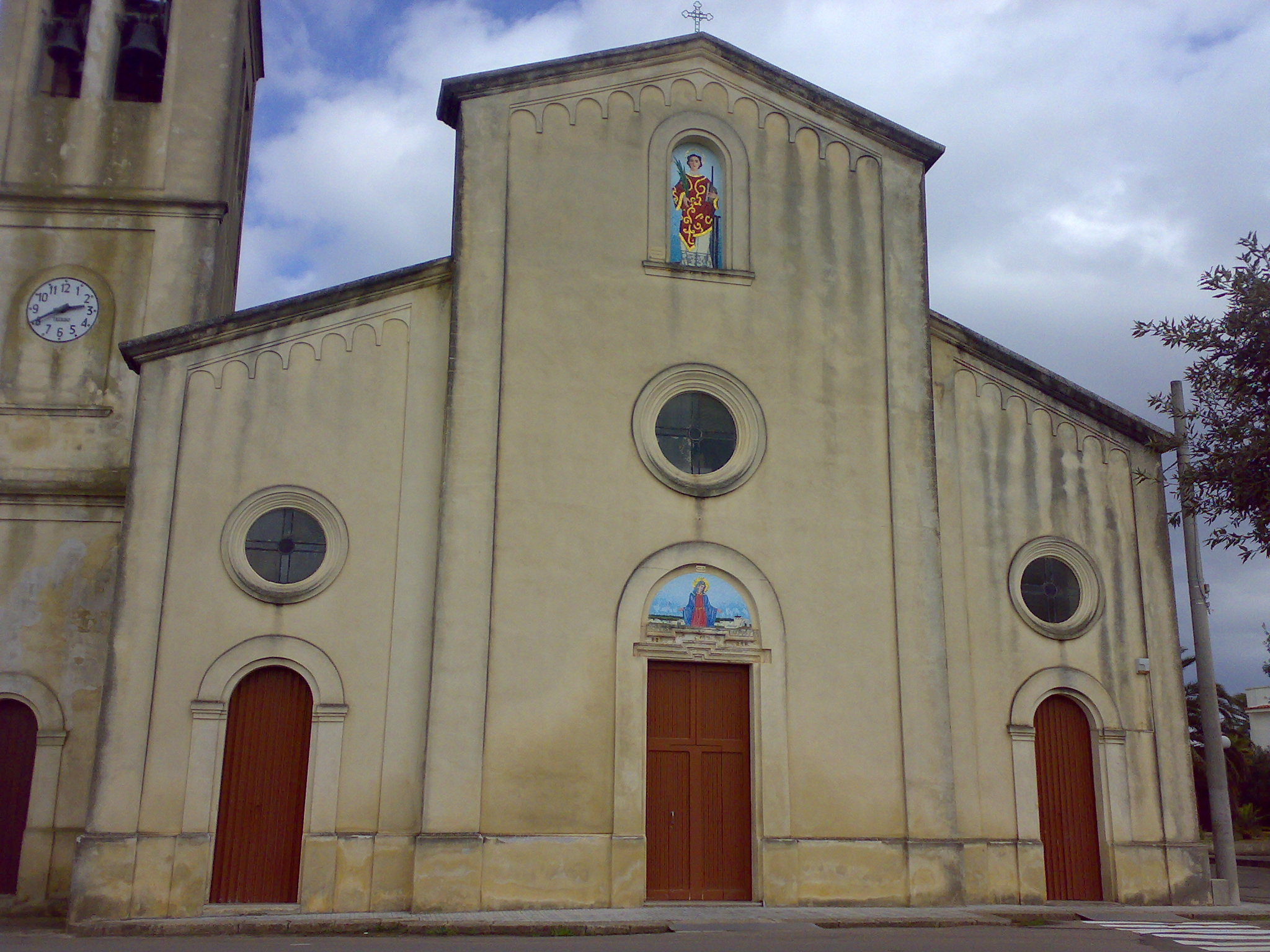
Chiesa Madre

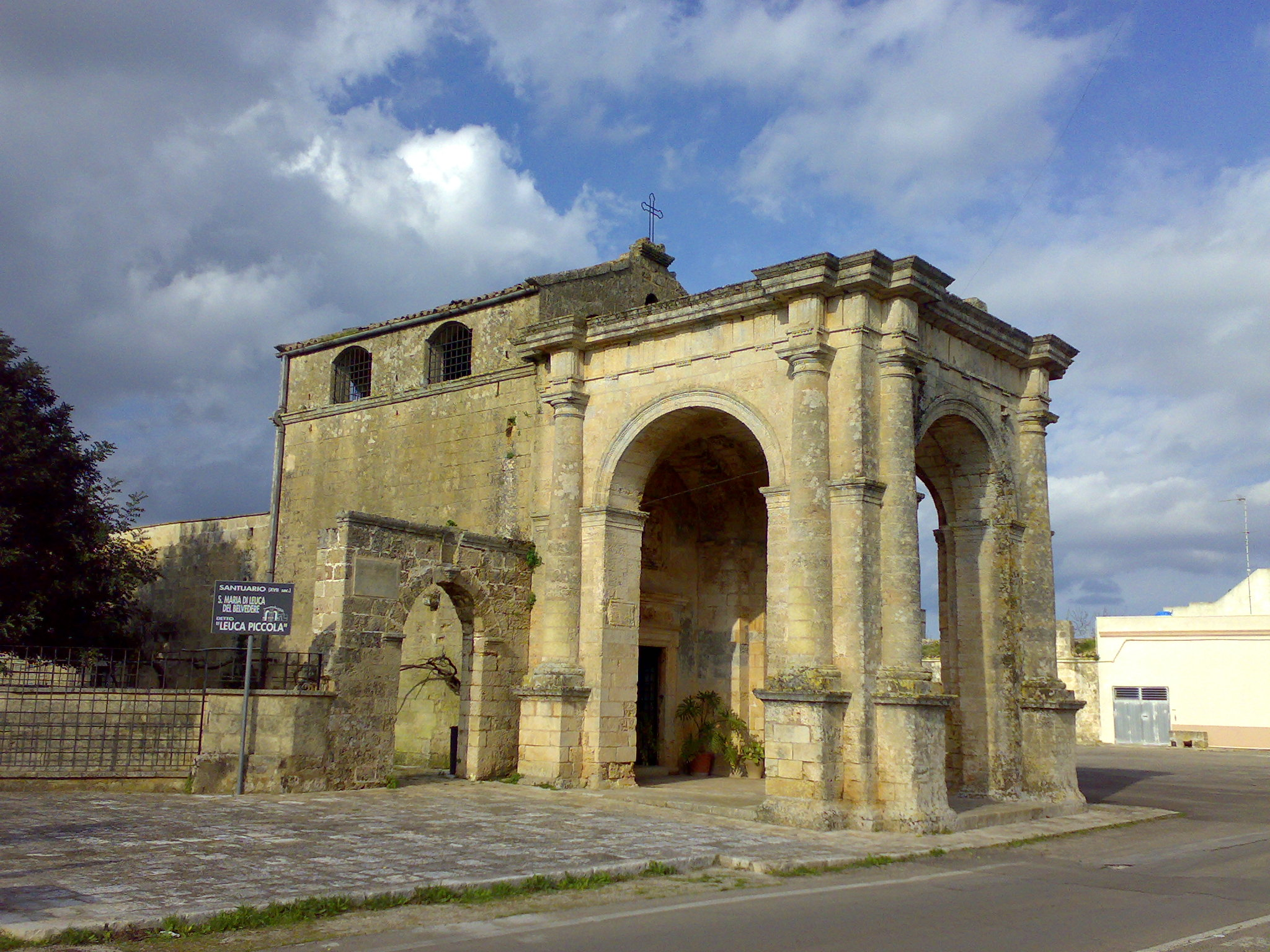
Santuario di Santa Maria di Leuca del Belvedere

#### Chiesa Madre di San Lorenzo
La Chiesa Madre di San Lorenzo risale alla metà del XVI secolo e venne riedificata in seguito alla distruzione, ad opera dei Turchi nel 1537, dell'antica chiesa dedicata a Santo Stefano. La nuova struttura venne innalzata a partire dal 1548 per volontà del feudatario locale Mario Capece e venne costruita al di fuori del centro, nei pressi della torre fortificata per essere meglio difesa.
La chiesa presenta un prospetto neoromanico frutto di lavori effettuati nel 1947 e che hanno comportato anche la creazione delle navate laterali nate dall'unione delle cappelle seicentesche e settecentesche. Gli altari sono in stile barocco e sono dedicati a San Lorenzo, alla Madonna del Rosario, alla Madonna Immacolata e a San Francesco d'Assisi. L'altare di San Lorenzo è di patronato dalla famiglia Capece ed è sormontato da una grande tela del pittore Fra Angelo da Copertino. L'altare maggiore è del 1723 mentre al 1773 risale la sostituzione del tetto a capriate con una volta a stella decorata con stucchi. Dell'antico edificio si conserva una croce in argento.

#### Santuario di Santa Maria di Leuca del Belvedere

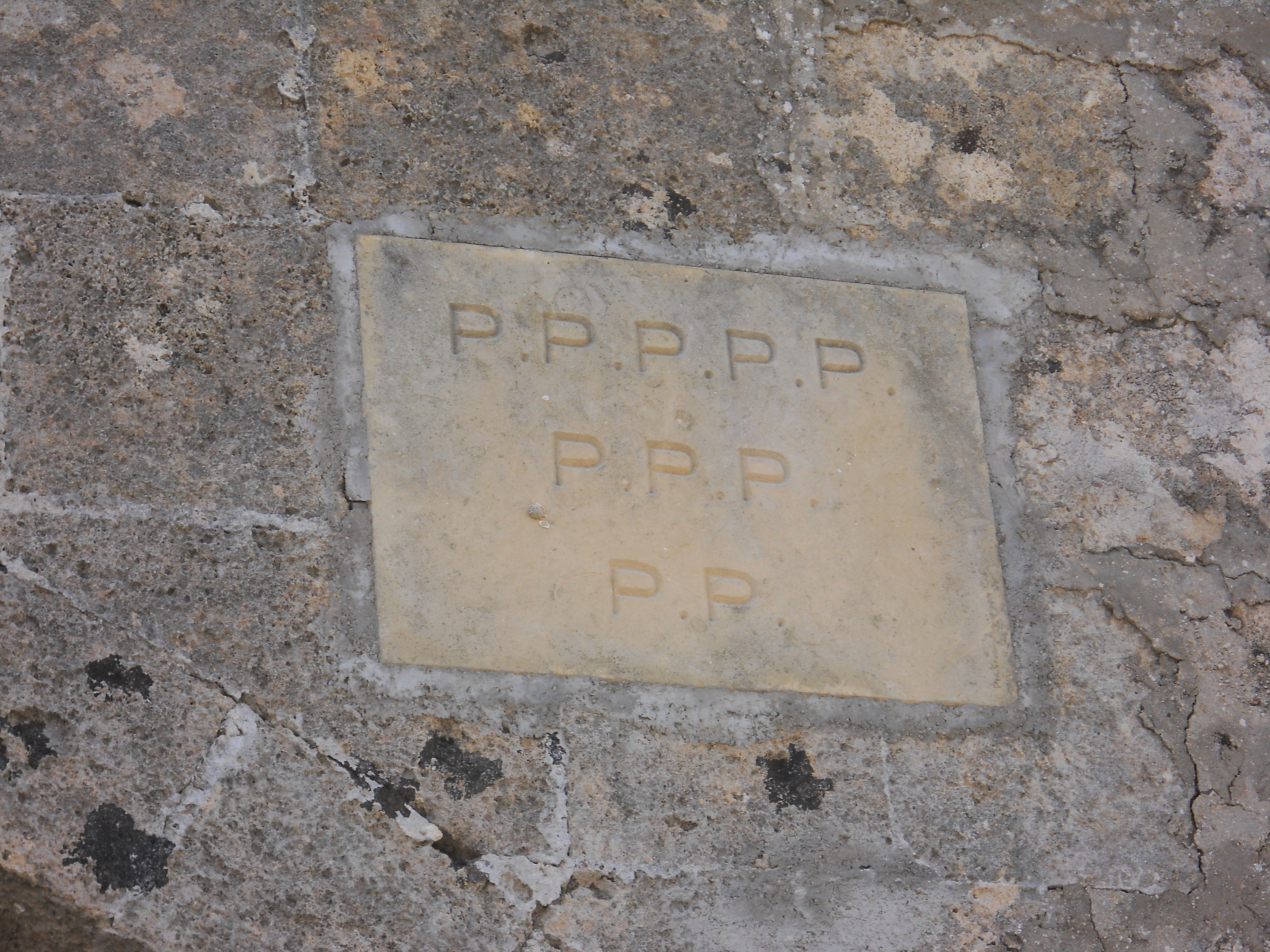
"Parole poco pensate portano pena perciò prima pensare poi parlare"

Il Santuario di Santa Maria di Leuca del Belvedere fu costruito tra il 1685 e il 1709 dal barone Annibale Francesco Capace. Il complesso architettonico è situato lungo il tragitto che i pellegrini percorrevano per giungere al Santuario De Finibus Terrae di Santa Maria di Leuca. Conosciuto anche con il nome di Leuca Piccola, venne concepito come luogo di preghiera e di ristoro in quanto era dotato non solo di ambienti religiosi ma anche di locali destinati al riposo e al ristoro dei pellegrini e degli animali. I pellegrini che vi giungevano riposavano durante la notte nei grandi sotterranei, appositamente scavati, per poi ripartire alla volta di Leuca alle prime luci dell'alba.
La chiesa è un importante esempio di architettura rinascimentale ed è preceduta da un pronao a grandi arcate addossato alla facciata. L'interno è arricchito da affreschi sei-settecenteschi raffiguranti San Lazzaro, Santa Lucia, Sant'Oronzo, Santa Barbara, Santa Marina, San Francesco da Paola, San Pasquale Baylon, San Gennaro e San Leonardo. Pregevole è la volta affrescata con le figure dei quattro evangelisti uniti dalla sigla JHS scolpita sulla chiave di volta. Attorno all'edificio sacro sono presenti le mangiatoie, i resti del frantoio del vino, il grande arco che introduceva nel campo dove si teneva la fiera, le rimesse per il ricovero dei cavalli e i ruderi della locanda sul cui prospetto una lastra di pietra recava incise le 10P col significato: "parole poco pensate portano pena perciò prima pensare poi parlare". L'attuale lastra riposizionata nel 1999 sostituisce l'originaria rubata.

### Architetture militari

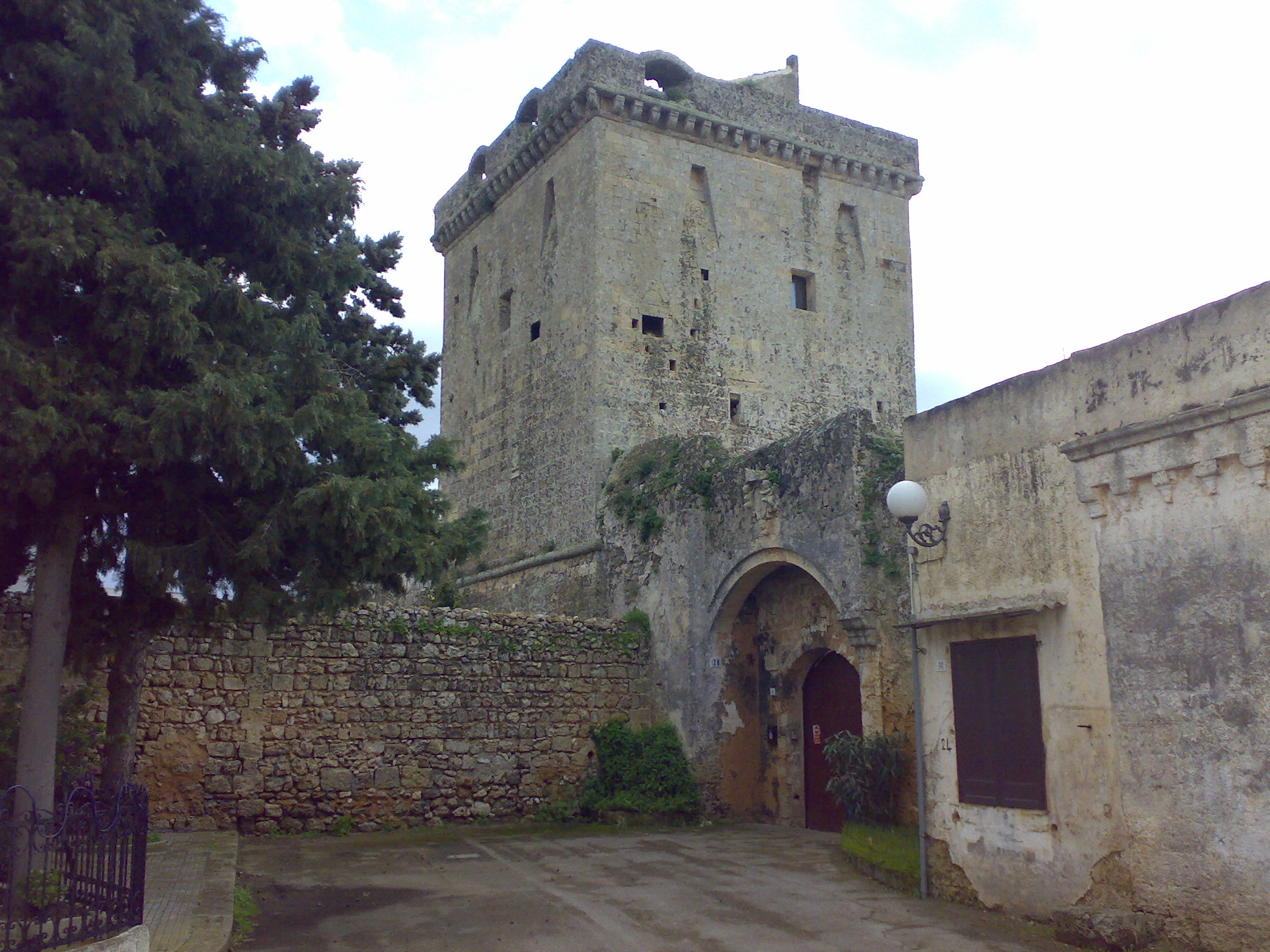
Torre Capece

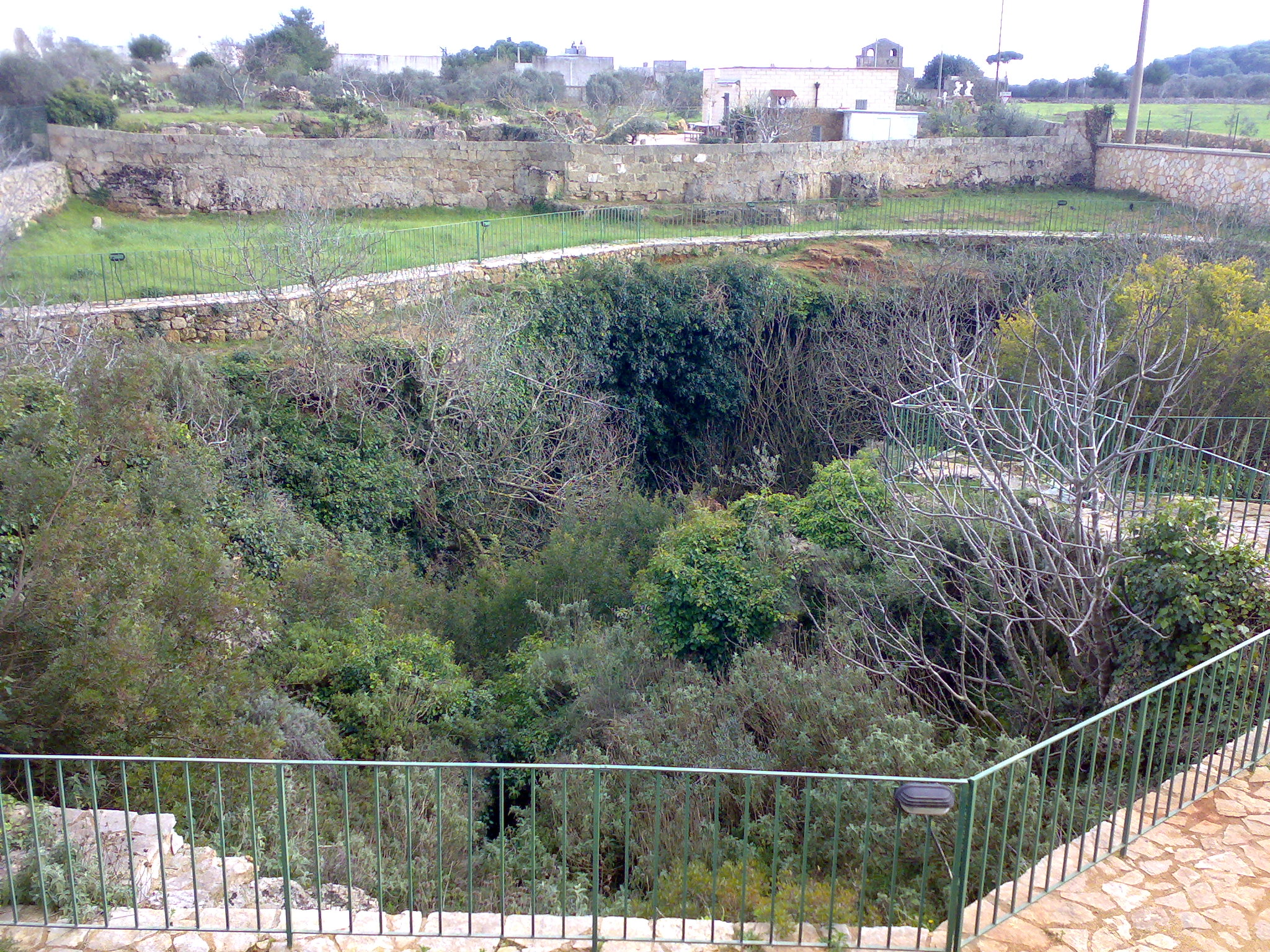

#### Torre Capece
Edificata probabilmente in epoca tardo medievale, la torre baronale Capece costituisce ciò che rimane di un castello cinquecentesco eretto dalla nobile famiglia Capece. Presenta una pianta quadrata con due stanze e serviva come luogo di guardia e di avvistamento contro le incursioni saracene. Alta diciotto metri, possiede una base scarpata e un corpo superiore quadrangolare caratterizzato da caditoie, feritoie ed altri elementi che ne determinano il ruolo difensivo. Venti beccatelli per lato sorreggono la parte terminante della torre che ospita sette aperture per l'utilizzo dei cannoni. Ai piedi del torrione si distribuiscono i locali adibiti ad alloggi, depositi e scuderie. Il portale d'acceso è sormontato dallo scudo araldico dei Capece raffigurante un leone rampante.

### Aree naturali

#### Vore di Barbarano
Le Vore di Barbarano sono due cavità carsiche situate appena fuori dal centro abitato in direzione ovest. Distano circa 300 metri l'una dall'altra e sono conosciute con il nome di Vora Grande e Vora Piccola. Entrambe hanno una forma ellittica e misurano rispettivamente una profondità massima di 35 e 25 metri. Il termine vora scaturisce dalla versione dialettale del termine voragine.

## Cultura

### Eventi
- Festa e Fiera di Santa Maria di Leuca del Balvedere - 1º maggio
- Borgo in Festa - fine luglio
- Festa di San Lorenzo - 10 agosto
- Presepe vivente - periodo natalizio

## Infrastrutture e trasporti

### Strade
I collegamenti stradali principali sono rappresentati da:
- Strada statale 101; (Lecce-Gallipoli)
- Strada statale 274; (Gallipoli-Santa Maria di Leuca) uscita per Morciano di Leuca
oppure
- Strada statale 16; (Lecce-Maglie)
- Strada statale 275; (Maglie-Santa Maria di Leuca) nell'abitato di Montesardo seguire le indicazioni per Barbarano del Capo

Il centro è anche raggiungibile dalle strade provinciali interne: SP190 Torre Vado-Morciano di Leuca-Barbarano del Capo-Montesardo, SP192 Ruggiano-Barbarano del Capo-Giuliano di Lecce.

### Ferrovie
Il centro è servito da una stazione ferroviaria Morciano-Barbarano posta sulla linea Novoli-Gagliano del Capo delle Ferrovie del Sud Est.

### Aeroporti
Gli aeroporti civili più vicini sono:
- Aeroporto Internazionale del Salento con sede a Brindisi.
- Aeroporto di Taranto-Grottaglie "Marcello Arlotta", che effettua servizi di linea per il traffico passeggeri con voli charter.
- Aeroporto internazionale di Bari "Karol Wojtyla".